# Ópera de Dubái
La Ópera de Dubái o Dubai Opera House es un centro cultural de la propuesta de Lagunas de distrito de Dubái, Emiratos Árabes Unidos. Este desarrollo tendrá en cuenta una Teatro de ópera con una capacidad de 2.500 asientos, unos 800 asientos de teatro, unos 5000 m² de galería de arte, una escuela de artes escénicas, y un hotel de "6 estrellas", temático en un servicio integrado de la isla de Dubai Creek.